# Sante Gaiardoni
Sante Gaiardoni (29. června 1939, Villafranca di Verona, Itálie – 30. listopadu 2023) byl italský cyklista. Na Letních olympijských hrách 1960 v Římě získal dvě zlaté medaile v dráhové cyklistice, když vyhrál ve sprintu jednotlivců a v závodě na kilometr s pevným startem, kde také vytvořil světový rekord časem 1:07,27. Na mistrovství světa v dráhové cyklistice vyhrál v roce 1960 sprint amatérů a v roce 1963 sprint profesionálů. Třikrát byl mistrem Itálie v závodě tandemů a získal dvě zlaté medaile na Středomořských hrách.
Věnoval se také silniční cyklistice, v roce 1959 vyhrál závod Milán-Busseto.
Kariéru ukončil v roce 1971. Pracoval v obchodě s bicykly, vydal autobiografii Quando la Rabbia si trasforma in Vittoria, v roce 2006 neúspěšně kandidoval na úřad milánského starosty. Jeho manželkou byla zpěvačka Elsa Quarta.